# Wheatacre
Wheatacre is een civil parish in het bestuurlijke gebied South Norfolk, in het Engelse graafschap Norfolk met 118 inwoners.